# Najib Melhli
Najib Melhli est un footballeur marocain né à Fès le 23 août 1965. Il s'est aujourd'hui retiré du monde du football.

## Biographie
Najib commence sa carrière avec le SCO Angers. Dès sa première saison professionnelle il réalise de bonnes choses en Ligue 2 (22 matchs et 1 but). pendant 6 ans il portera les couleurs du club Angevin où il disputera 164 matchs et inscrira 12 buts. En 1990, il rejoint le JGA Nevers puis reviendra en Ligue 2 avec l'Amiens SC en 1991. En 1992 il rejoindra le Maroc et s'engage avec le FUS Rabat puis il ira terminer sa carrière avec le club morbihannais du Vannes FC. Lors de sa carrière il aura disputé 190 matchs de ligue 2 pour 12 buts marqués.